# FMNL1
FMNL1‏ (Formin like 1) هوَ بروتين يُشَفر بواسطة جين FMNL1 في الإنسان.